# Alajeró
Alajeró est une commune de la province de Santa Cruz de Tenerife dans la communauté autonome des Îles Canaries en Espagne. Elle est située au sud de l'île de La Gomera. Le seul aéroport de l'ile  est situé sur le territoire de la commune.

## Géographie

### Localisation

Localisation de l'île de La Gomera dans les Îles Canaries.
Localisation d'Alajeró dans l'île de La Gomera.

|              | Agulo et Hermigua |                            |
| Vallehermoso | Alajeró           | San Sebastián de la Gomera |
|              | Océan Atlantique  |                            |

### Villages de la commune
(Nombre d'habitants en 2007)
- Alajeró (576)
- Antoncojo (78)
- Aguayoda (44)
- Barranco de Santiago o Guarimiar (55)
- Imada (152)
- Playa Santiago (1 159)
- Quise (9)
- Targa (69)
- Benchijigua

## Démographie
| Année | Population | Densité       |
| ----- | ---------- | ------------- |
| 1991  | 1 143      | 23,12 hab/km² |
| 1996  | 1 155      | 23,37 hab/km² |
| 2001  | 1 465      | 29,64 hab/km² |
| 2002  | 1 533      | 31,01 hab/km² |
| 2003  | 1 726      | 34,92 hab/km² |
| 2004  | 1 894      | 38,32 hab/km² |
| 2006  | 2 054      | 41,55 hab/km² |
| 2007  | 2142       | 43,33 hab/km² |
| 2009  | 2 110      | 42.7 hab/km²  |

## Patrimoine
- Église San Salvador del Mundo  (1512)